# Margarita Stāraste
Margarita Stāraste, geborene Margarita Barvika, (* 2. Februar 1914 in Wladimir, Russisches Kaiserreich; † 18. Februar 2014) war eine sowjetische bzw. lettische Kinderbuchautorin und Illustratorin.

## Leben
Stāraste war die einzige Tochter des Agronomen Jānis Barviks, der sie früh künstlerisch förderte. Sie studierte in der Meisterwerkstatt für Landschaftsmalerei von Vilhelms Purvītis und absolvierte 1952 die Abteilung für Grafik der Kunstakademie der Lettischen SSR.
Seit 1937 nahm sie an Kunstausstellungen teil und veröffentlichte 1942 ihr erstes Buch.
Stāraste illustrierte unter anderem Kindergedichte von Rainis, Werke von Dzidra Rinkule-Zemzare, Eriks Ādamsons, Cecīlija Dinere und Žanis Grīva sowie eigene Bücher.
Mit dem Holzbildhauer Kārlis Stārasts hatte sie eine Tochter. In den Jahren 1941 bis 1969 war Stāraste mit ihm verheiratet, lebte aber nur bis 1950 mit ihm zusammen. Von 1992 bis 2000 zog sie in die Niederlande und heiratete dort ihren Jugendfreund Gerrit Bordevik, den sie seit 1937 kannte. Nach dessen Tod kehrte sie nach Lettland zurück.
Als Co-Autorin publizierte sie 1994 die Volksliedsammlung „Urū! Rurū!“ in livischer und lettischer Sprache.
2010 wurde im Kleinen Saal des Lettischen Nationalen Kunstmuseums ihr Lebenswerk gezeigt. Nach Motiven ihres Kinderbuches „Eichelmännchen“ produzierte Regisseurin Dace Rīdūze einen Animationsfilm, der 2011 bei den Internationalen Filmfestspielen in Berlin vorgestellt wurde.
Stāraste war seit 1964 Mitglied des lettischen Künstlerverbandes und seit 1991 Mitglied des lettischen Schriftstellerverbandes.
Insgesamt schrieb sie 20 eigene Bücher und illustrierte 40.

## Auszeichnungen
- Laureat der Pastariņš-Prämie für die beste Buchillustration des Jahres (1982)
- Drei-Sterne-Orden 3. Klasse (1999)

## Werke (Auswahl)
- 1942: „Balti tīri sniega vīri“
- 1943: „Ziemassvētku pasakas“
- 1961: „Zīļuks“ (deutsch: „Eichelmännchen“, Schönbrunn, Wien 1986, ISBN 978-3-896-03408-3)
- 1969: „Pasaku ābece“
- 1976: „Eva in Afrika“ (Illustrationen)
- 1977: „Lācīša Rūcīša raibā diena“
- 1979: „Ato und die Wunderperle“
- 1994: „Urū! Rurū!“